# Коробино (Смоленская область)
Коробино — деревня в Смоленской области России, в Смоленском районе. Население — 8 жителей (2007 год). Расположена в западной области в 27 км к западу от Смоленска, в 9 км к югу от места пересечения автодороги А141 Орёл — Витебск с М1 «Беларусь», на левом берегу Днепра. В 5 км к северу от деревни станция Воронино на линии Москва — Минск. Входит в состав Катынского сельского поселения.

## Достопримечательности
- Памятник археологии: курганная группа (88 шаровидных курганов высотой до 1,7м) в 1,5 км юго-западнее деревни на правом берегу Днепра. Насыпаны кривичами в XI—XIII веках.